# كفر شيما
كفر شيما إحدى قرى لبنان، تتبع قضاء بعبدا أحد أقضية محافظة جبل لبنان. تبعد كفر شيما 12 كم (7.4568 ميل) عن بيروت عاصمة لبنان. وترتفع 110 م (360.91 قدم - 120.296 يارد) عن سطح البحر وتمتد على مساحة 283 هكتاراً (2.83 كم²- 1.09238 مي²). القرية جبلية ويفصلها عن شاطئ البحر أقل من 1 كم.

## التسمية
كفر شيما باللغة السريانية تعني «قرية الفضة»، وشيما باللغة اليونانية تعني «ربة الحكمة»، وفي بعض الروايات الشعبية هو ملك عظيم كفر، فسميت كفر شيما نسبةً له.

## الموقع والخصائص لبلدة كفرشيما
على مسافة عشر كيلومترات جنوب بيروت، تحتل بلدة كفر شيما سفح جبل متجهة نحو الغرب، يتراوح ارتفاعها عن سطح البحر بين ساحل و 150 متراً، يحدها حدت بيروت شمالاً، والشويفات غرباً، ووادي شحرور شرقاً، وبسابا جنوباً. ويتكون في واد «واقعة عندها من مياه الأمطار نهر الغدير الذي يجري في صحراء الشويفات الشهيرة بزيتونها، ويصب في البحر جنوبي تلك الصحراء» وهو نهر «لا يجري فيه إلا شتاءً». تقسم كفر شيما مثلها مثل سائر القرى والبلدات إلى أحياء وحارات منها:
- حارة الدير
- حارة العين
- حارة الفرن
- حي المحطة
- حي مار مطانيوس
- حي المطبعة
- حي رويس الحمام
- حي رويس العدس
- حي البالوع
- حارة المجادين

بيوت كفر شيما، منها القديم ومنها المتوسط ومنها الحديث، ولا يزال قرميد أوائل القرن الماضي لابساً سطوح عدد كبير من هذه المنازل، مما يجعل البلدة محافظة على مظهر القرية اللبنانية الشهيرة. وبقرب تلك البيوت الحاملة التراث العريق، تشرئب الأبنية الحديثة المتعددة الطبقات، فتكاد تطغي بضخامتها على ذلك الجمال الساكن الآتي من الماضي، ولسان حالها ينبئ عن قريب زوال كل قديم في البلدة. يثبت صحة هذا التقدير، منظر أنقاد البيوت القديمة، التي تخفي تحت أتربتها قصص هجرة، ونزوح، ومجاعة، وأوبئة.
كفر شيما القديمة، أصبحت محور البلدة الحالية، التي امتد عمرانها صعودا ونزولاً وجنوباً وشمالاً. في المحور، البيوت متقاربة إلى متلاصقة أحيانا، تفصل بينها أزقة ضيقة وكثيرة التعاريج، أما أجنحة البلدة الحديثة، فرحبة الشوارع/ ومتباعدة التخوم، تفصل بينها جنينات تنمو فيها الأزهار والأشجار والخضار. ويحيط بالجناح الجديد من جهتي الجنوب والشمال، مصانع حديثة متعددة وضخمة، مما يفيد عن أن مشروع (ايكوشار) قد اعتبر كفرشيما منطقة صناعية.
زراعتها تسير نحو الاندثار، أهمها الزيتون، يليها الحمضيات، وهنالك بعض الأشجار المثمرة من لوز وخوخ وغير ذلك بالإضافة إلى بعض الخضار الساحلية. كما تكسو أراضيها البعلية أحراج من الأشجار البرية، أرضها خصبة التربة، أكثر مياهها مستخرجة من الآبار الارتوازية. ينابيعها الجوفية شحيحة، أهمها نبع يعرف بنبع كفرشيما، تشح مياهه صيفاً إلى حوالي 40 متراً. وقد استعاضت البلدة منذ زمن بعيد عن شح مياهها بجر مياه نبع يتفجر في وادي الدلاب المتاخمة لها، القرية التي أصبحت اليوم ملحقة بقرية بسابا.
موقع البلدة مكشوف الجوانب، إذ يتبين الناظر منه قسماً من سلسلة قرى عاليه، التي تبدو معلقة بالجبال المشرفة على كفرشيما من الشرق.
من كتاب – ظلال ايل، أدون وعشتار – تاريخ حضارة وتراث وآثار – الجزء الثالث – ص 306

## تاريخ كفر شيما
وجدت في منطقة الرويس من كفرشيما آثار قديمة، كالنواويس الحجرية، والخزف، والحجارة الضخمة، وغير ذلك. وهذا يتلائم مع اسمها الأثري، المفيد عن أن القرية عريقة في القدم. كفرشيما: عرفها المؤرخون قديماً ب «قرية الفضة» وأعادوا «اسمها إلى السريانية» وقد وافق على هذا الاستنتاج مؤرخون معاصرون (لبنان في التاريخ – د. فيليب حتى). غير أن علماء اللغات السامية، كان لهم رأي مختلف حول معنى اسمها: لا خلاف على أن الجزء الأول من الاسم «كفر» يعني القرية، - أما «شيما»، فمعناه اسم، أي مشهور ومعروف، وقد يكون «شيما» أسم «صنم» أو «إله فينيقي قديم». في الآرامية – سيما – معناها الكنز المخبوء إلا أنهم يرجحون «أن يكون الاسم اسم إله أو صنم» كما أننا نميل إلى اعتناق هذا الرأي، كون معابد الفينيقيين كانت على التلال القريبة من الشاطئ، وهذه المواصفات تنطبق على منطقة الرويس من كفرشيما حيث وجدت الآثار القديمة.
من كتاب – ظلال ايل، أدون وعشتار – تاريخ حضارة وتراث وآثار – الجزء الثالث – ص 307

## النمو العمراني
أما النمو العمراني، فكان ثورياً إلى حد ما، فمع الازدحام السكاني الكثيف الذي رأته العاصمة في السنوات الأخيرة، كانت الضواحي تستقبل الزخم العمراني، حتى وصلت شراذمه إلى كفرشيما، فطلع فيها البناء عالياً، واعدت البيوت الحديثة للشتاء. وكانت طريق رحبة قد فتحتها على طريق صيدا القديمة في حوالي 1945. 
غير أن أكبر مجال نام خاضته البلدة في السنين الأخيرة، كان مجال الصناعة. فيما أن صنفها مشروع ايكوشار منطقة صناعية، حتى بدأ تأسيس المعامل فيها بكثرة متزايدة.
فبين عام 1960 واليوم، تأسست مصانع: لصناعة البورسلين، (الأدوات الصحية)، ولمعامل البرادات، ولصناعة البلستيك المسلح وللبلاط ولنشر الرخام بالإضافة إلى معامل لخيوط النيلون، والصباغ، وللكرتون وللمواد الغذائية كما كان قد تأسس فيها معمل لصناعة الكوتشوك في العام 1943. وتأسست عدة معامل لصناعة الطوب، ولصناعة المفروشات.
من هذه المعامل شركة الصناعات الخزفية اللبنانية، التي أخذت على عاتقها إحياء صناعة المواد الخزفية التي اشتهر بها لبنان من القديم، فقد قامت هذه الشركة باكتشاف التربة اللبنانية الصالحة لهذه الصناعة، ومن ثم تعاقدت مع خبراء أجانب قاموا بالتوصيات اللازمة لتجهيز مصنعها بالآلات والأفران لصنع البلاط. وبعد أن حققت نجاحا في هذا المجال، باشرت في إنشاء مصنع للأدوات الصحية، وتعاقدت من أجل ذلك مع مجموعة شركات ألمانية عالمية للإشراف على الإنتاج.

## كفرشيما اليوم
سكانها حوالي 8000 نسمة مسجلة و 25000 نسمة مقيمة. اليد العاملة تشكل الثقل من دخل أبنائها، وتلي الزراعة، والإسكان، والوظيفة، والحرفة. الثقافة جد ممتازة [بحاجة لمصدر].

### السكان
يبلغ عدد السكّان المسجّلين في كفر شيما 7,346 نسمة. في الانتخابات الأخيرة عام 2004، كان في كفر شيما 6,922 منتخب مسجل ومنهم 4,143 منتخب فعليّ. يوجد في البلدة مجلس بلدي ينتخب أعضاؤه من قبل أهل القرية. مدخلها الرئيس يمر عبر شارع الشاعر أديب الفتى الذي ينتهي عند مفترق للطرق يؤدي أحدها إلى مبنى بلدية كفرشيما الذي يعود إلى العام 1928.

### شوارعها
في كفرشيما ثلاثة شوارع أهمها شارع أديب الفتى وهو المدخل الرئيسي للبلدة. وشارع فيليمون وهبي مدخل رئيسي آخر للبلدة. والشراع القديم الذي يسمى شارع كفرشيما القديم وهو مدخلها الرئيسي القديم. ولكفرشيما مدخلين فرعيين آخرين مدخل امتداده بطشيه بعبدا، ويمر عبر معمل الليسيكو ومعمل كسرجيان اللذان هما من أهم المعامل في كفرشيما بالإضافة إلى معمل الغندور والمرج على سبيل المثال لا الحصر، وأما المدخل الفرعي الآخر فامتداده بسابا وبليبل وبدادون وعين عنوب وحومال ويمر عبر طريق بسابا الرئيسية 
من كتاب – ظلال ايل، أدون وعشتار – تاريخ حضارة وتراث وآثار – الجزء الثالث – ص 325

### مشاهيرها
- أسعد داغر
- ملحم بركات [4]
- عصام رجي
- إلياس فرحات
- منير عبد النور
- فيلمون وهبي [5]
- ماجدة الرومي [6]
- شبلي شميل
- ناصيف اليازجي [2] وابنته وردة اليازجية.
- سليم تقلا [2]
- ماري سليمان [2]
- إدوار حنين

## وصلات خارجية
- بلدية كفر شيما
- مجلس الإنماء والاعمار 10 / 12 / 2002